# Белек
Белек е курортен град в Турция, разположен в провинция Анталия на брега на Средиземно море. Белек е един от наскоро създадените курорти в Турската република. Развитието на инфраструктурата за туризъм и отдих започва през 1984 г. Благодарение на географското си положение и природните си дадености, фокус на курорта е в голф туризма. Градът и околностите са известни със своите минерални води, получени от седем извора. В Белек има 55 хотела с капацитет за 55 000 човека. Близо 1 700 000 туристи посещават курорта всяка година.

## Климат
Белек се намира в средиземноморската климатична зона с горещо сухо лято и мека дъждовна зима. Средната температура през зимата не пада под +10 °C, пиковата лятна температура може да достигне +45 °C. Средната температура на морето през зимните месеци е около +17 °C, а през летните месеци около +30 до +34 °C. Предпочитаните месеци за почивка са от май до септември, когато Белек има горещо, ясно и спокойно време с минимални валежи.

## Забележителности
Белек е развиващ се голф център. През 2012 г. е домакин на Световния голф финал – Turkish Airlines World Golf Final. Белек е и мястото на провеждане на Antalya Open, единственият професионален турнир по тенис, който се провежда в Турция.
Водопадът Куршунлу е известна забележителност в Белек. Над 100 вида птици живеят в близост до това природно чудо. Скритата пещера в задната част на водопада е популярно място за посещение.
Близо до Белек се намира и древният град Перга. Римските руини в Перге са едни от най-добре запазените археологически обекти в Турция.
Древният амфитеатър Аспендос побира близо 20 000 души, и е на възраст над 2000 години като все още е домакин на фестивали за класически балет и опера на открито днес.
Белек е известен и с тематичния парк, намиращ се там – The Land of Legends. Тематичният комплекс включва близо 100 аквапързалки и басейни, 62-метров Hyper Coaster, 20 влакчета, 5D кино, развлекателна арена с шоу програми за 1800 души и часовникова кула с височина 111 метра.